# 青井浩
青井 浩（あおい ひろし、1961年（昭和36年）1月17日 - ）は、日本の実業家。丸井グループ代表取締役社長。

## 経歴・人物
東京都出身。祖父は丸井創業者の青井忠治、父は丸井名誉会長の青井忠雄。フリーアナウンサーの青井実は従弟。
慶應義塾高等学校を経て、1983年慶應義塾大学文学部フランス文学科卒業。大学卒業後はパリ第4大学に留学。
帰国後の1986年、丸井（現・丸井グループ）入社。1991年取締役営業企画本部長、1995年常務取締役営業本部副本部長兼営業企画部長を経て、2004年代表取締役副社長に就任。2005年4月から2009年まで社長を務めた。

## 著書
- 『丸井グループ社長 青井浩が賢人と解く サステナビリティ経営の真髄』日経BP、2022年5月。ISBN 978-4296112227。